# Rewolucyjne Stowarzyszenie Kobiet Afganistanu
Rewolucyjne Stowarzyszenie Kobiet Afganistanu (dari جمعیت انقلابی زنان افغانستان, Dżamijjat-e Enkelabi-je Zanan-e Afghanestan) – afgańska organizacja feministyczno-narodowa.
Stowarzyszenie założyła w 1977 roku Mina Keszwar Kamal. Celem organizacji jest wspieranie praw kobiet w Afganistanie, demokratyczny ustrój i świeckość państwa. Członkiniami mogą być tylko kobiety mieszkające w Afganistanie. Inne kobiety i mężczyźni mogą udzielać finansowego i politycznego wsparcia.
Członkinie organizacji sprzeciwiały się sowieckiej okupacji Afganistanu i działalności grup fundamentalistów religijnych urządzając pikiety i manifestacje. Od 1980 roku organizacja wydaje czasopismo polityczne Pajam-e Zan ("Przesłanie dla kobiet"). W latach 80. działaczki stowarzyszenia były prześladowane przez mudżahedinów i afgańskie służby specjalne. Uwięziono, torturowano i zamordowano kilka członkiń, wśród nich założycielkę – Minę Keszwar Kamal. Od tego czasu stowarzyszenie działa w konspiracji. W 1996 roku powstała strona internetowa organizacji.
Główne działania podejmowane przez aktywistki stowarzyszenia to prowadzenie programów alfabetyzacji, organizowanie dostępu do opieki medycznej i pomocy żywnościowej, prowadzenie domów dziecka i edukacji kulturowej. Członkinie koncentrują się na pracy z rodzinami, by wprowadzać rozwiązania feministyczne w miejsce patriarchalnych.